# Basananthe kisimbae
Basananthe kisimbae är en passionsblomsväxtart som beskrevs av François Malaisse och Bamps. Basananthe kisimbae ingår i släktet Basananthe och familjen passionsblomsväxter. Inga underarter finns listade i Catalogue of Life.